# Jüdischer Friedhof (Hagenbach)

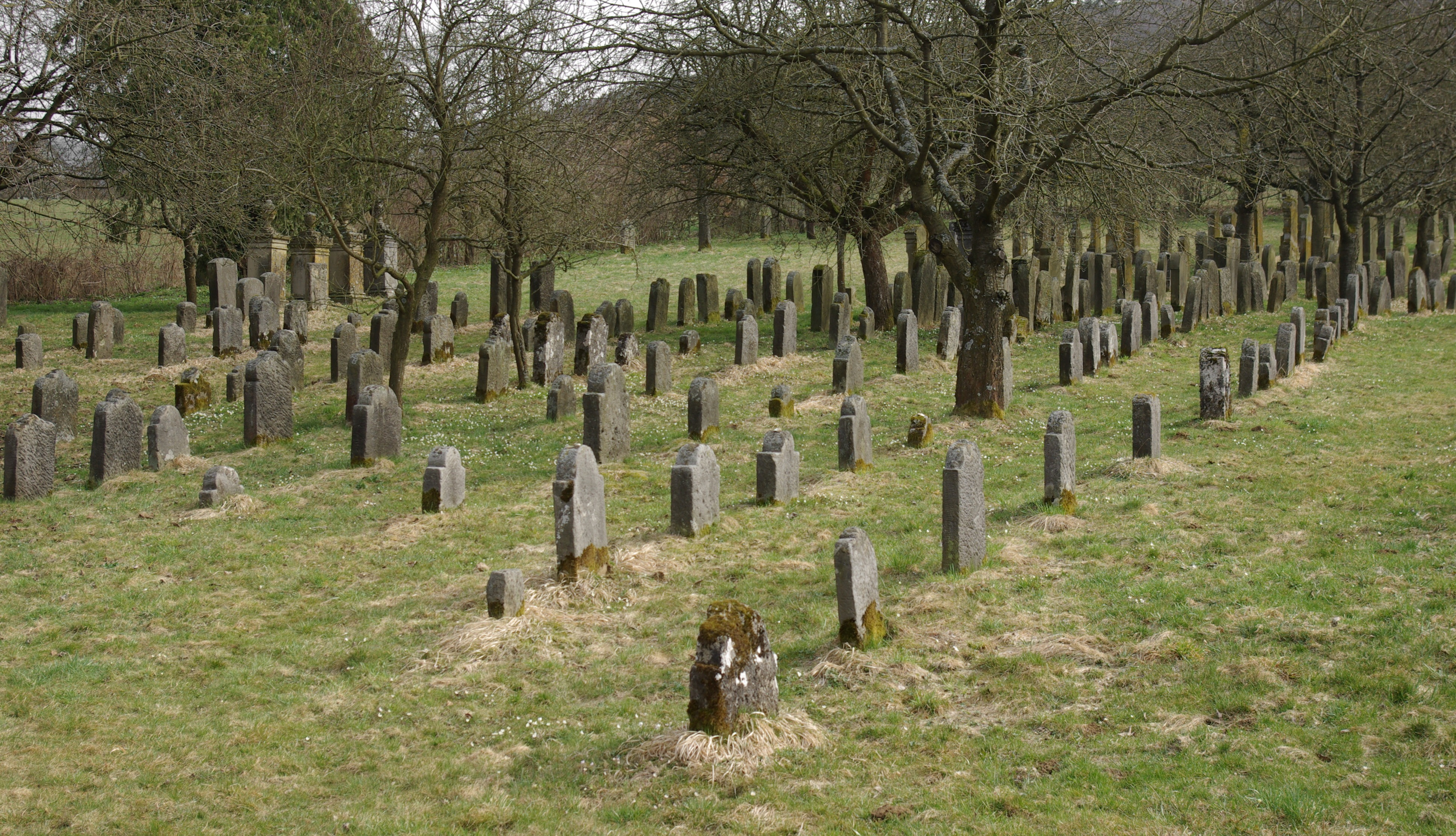
Jüdischer Friedhof in Hagenbach, 2011

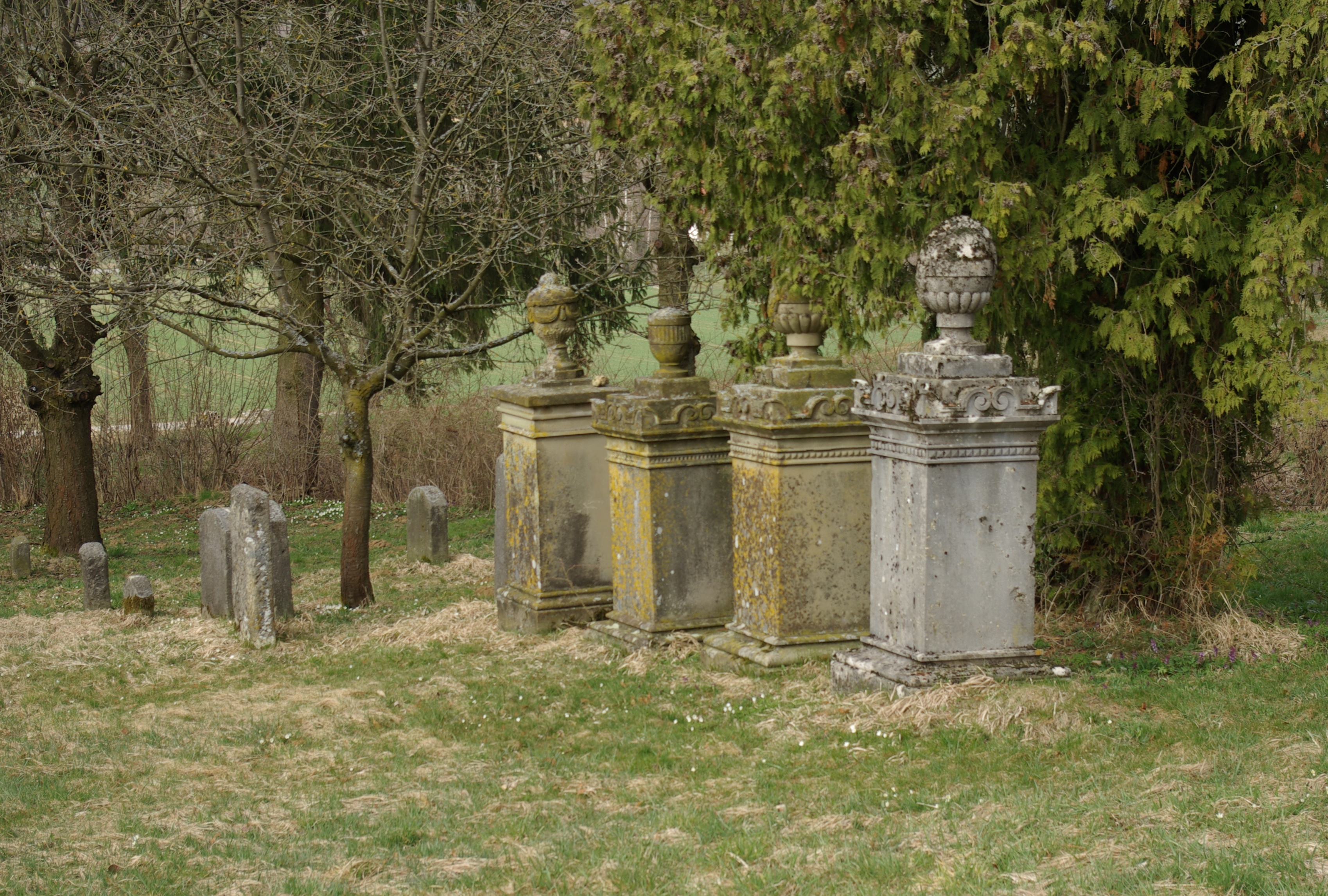
Jüdischer Friedhof in Hagenbach, 2011: Grabsteine der Familie Wassermann

Der Jüdische Friedhof in Hagenbach, einem Dorf in der Gemeinde Pretzfeld im oberfränkischen Landkreis Forchheim, ist eine jüdische Begräbnisstätte, die von 1737 bis 1934 belegt wurde.

## Lage
Der 3880 m² große, von einer Hecke eingefriedete Begräbnisplatz liegt etwa 500 Meter südwestlich des Ortes Hagenbach an einem Feldweg nach Altreuth.

## Geschichte

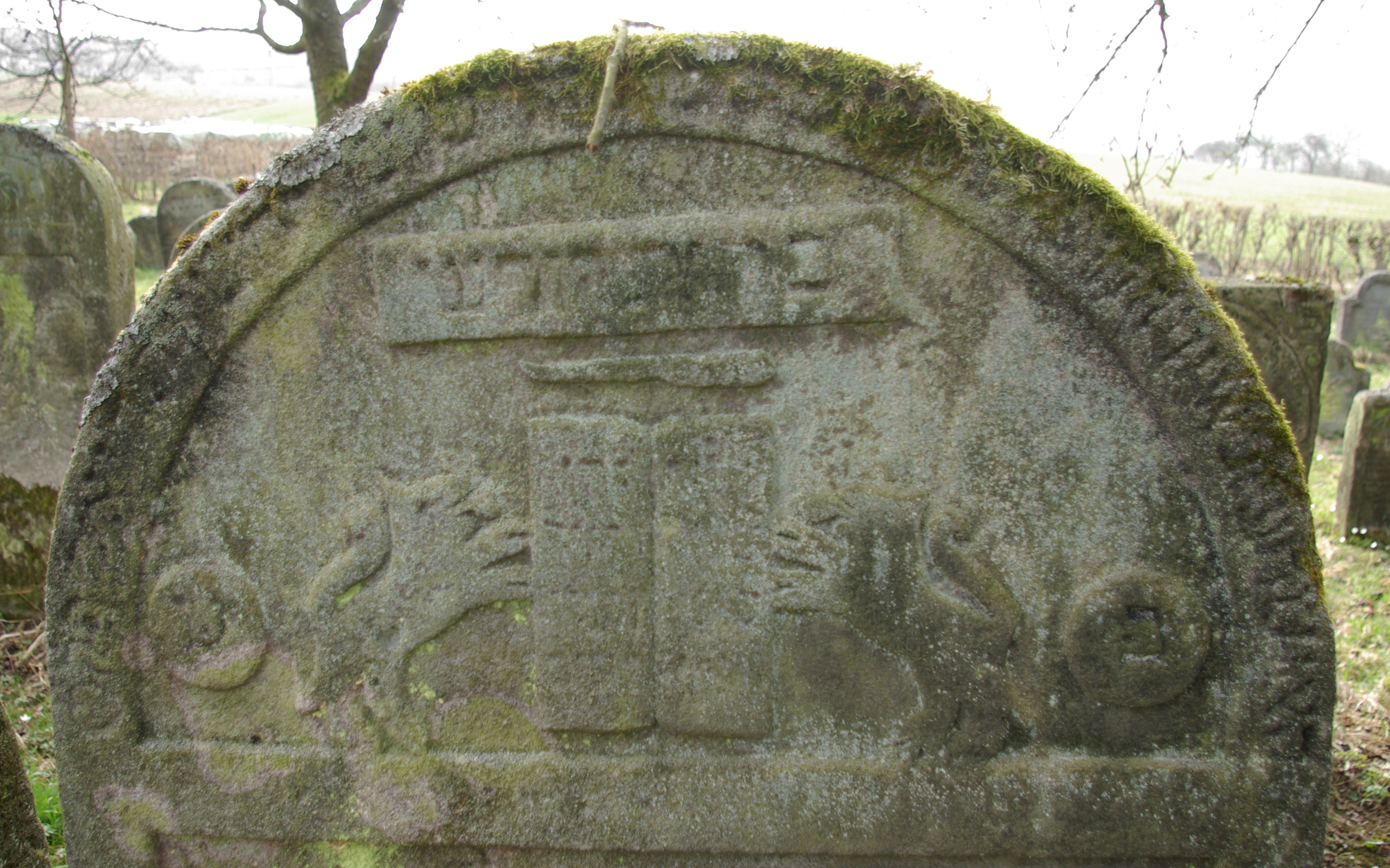
Symbole, u. a. ein Mohelmesser, auf einem Grabstein des jüdischen Friedhofs in Hagenbach, 2011

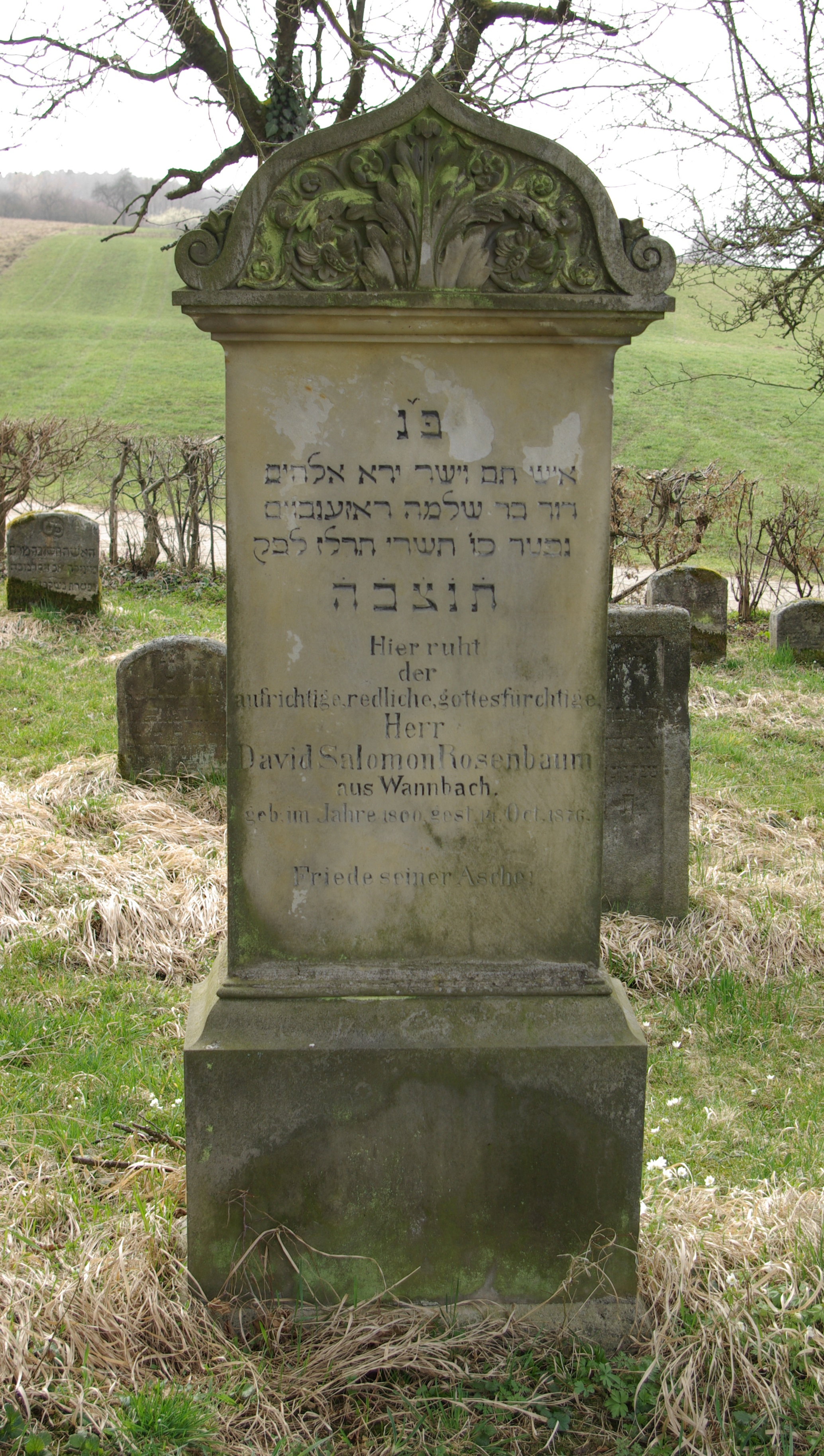
Grabstein eines Verstorbenen aus Wannbach auf dem jüdischen Friedhof in Hagenbach, 2011

Die ersten überlieferten Hinweise auf eine jüdische Gemeinde in Hagenbach stammen aus dem 17. Jahrhundert, nachdem die Herren von Stiebar und andere Lehensherren im Ort jüdische Familien aufgenommen hatten. Im 18. Jahrhundert nahm die Zahl der Juden in Hagenbach stark zu. In der ersten Hälfte des 19. Jahrhunderts erreichte der jüdische Bevölkerungsanteil fast 60 %.
Auf dem 1737 eingeweihten jüdischen Friedhof in Hagenbach wurden unter anderem Juden aus Egloffstein, Mittelehrenbach und Wannbach beerdigt. Der alleinige Besitzanspruch der Hagenbacher Juden führte zu einem Streit, der 1840 einvernehmlich vom Patrimonialgericht in Hagenbach beigelegt wurde. Seitdem wurden die Juden aus Wannbach auf einem neuen Teil des Friedhofs beerdigt.
Durch Abwanderung infolge des Bayerischen Judenedikts von 1813 sank die Zahl der jüdischen Bewohner Hagenbachs ab der zweiten Hälfte des 19. Jahrhunderts enorm. 1840 lebten noch 163 Personen jüdischen Glaubens im Ort, 1910 zählte man nur noch 11. Im Jahr 1911 schlossen sich die jüdischen Gemeinden Wannbach und Hagenbach zur Israelitischen Kultusgemeinde Hagenbach-Wannbach zusammen. Zu Beginn der Zeit des Nationalsozialismus 1933 lebten in Hagenbach noch sieben jüdische Bürger. Die letzte Beerdigung auf dem jüdischen Friedhof fand am 2. März 1934 statt (Abraham Hutzler). Im gleichen Jahr wurde die jüdische Gemeinde Hagenbach-Wannbach aufgelöst. Die insgesamt fünf Juden, die bei den Novemberpogromen 1938 noch in Hagenbach und Wannbach lebten, wurden zunächst in Forchheim inhaftiert und fielen, teils nicht dokumentiert, dem Holocaust zum Opfer.
1941 plante man, den jüdischen Friedhof in Hagenbach mit Maulbeerbäumen für eine Seidenraupenzucht zu bepflanzen, was letztlich nicht mehr geschah. Zwischen 1933 und 1945 blieb der Begräbnisplatz von Schändungen verschont. Es sind dort etwa 385 Grabsteine erhalten, die den jeweiligen Stil ihrer Zeit vertreten und die wirtschaftliche Position der Menschen zeigen, die dort begraben liegen.